# Chin Han

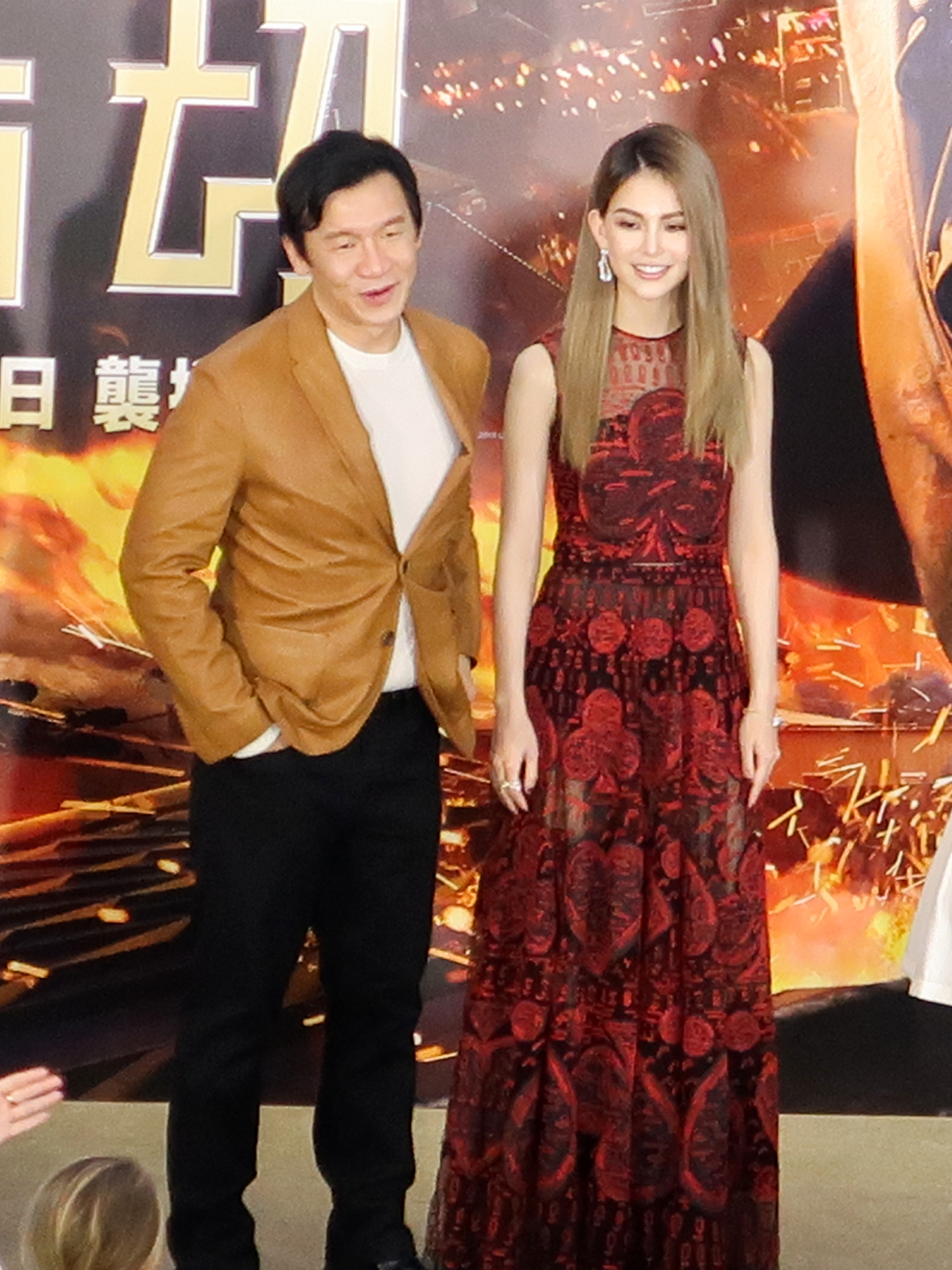
Chin Han mit Hannah Quinlivan zum Film Skyscraper (2018)

Chin Han, eigentlich Ng Chin Han, (chinesisch 黃經漢 / 黄经汉, Pinyin Huáng Jīnghàn, Pe̍h-ōe-jī N̂g Kinn-hàn; * 27. November 1969 in Singapur) ist ein singapurischer Film- und Fernseh-Schauspieler.
Er war in einer der Hauptrollen des Fernsehfilms Masters of the Sea zu sehen. Es war in Singapur die erste Fernsehproduktion, die auf Englisch gedreht wurde. Diese Rolle brachte ihm größere Bekanntheit in der Filmindustrie ein. In den folgenden Jahren spielte Han in diversen Hollywood-Filmen wie 3 Needles und The Dark Knight mit. 2009 war er außerdem in Roland Emmerichs 2012 zu sehen. 2011 spielte er in Contagion mit, wo er einen chinesischen Epidemiologen darstellte.
2018 wurde er in die Academy of Motion Picture Arts and Sciences berufen, die jährlich die Oscars vergibt.

## Filmografie (Auswahl)
- 1994: Masters of the Sea (Fernsehserie)
- 2005: 3 Needles
- 2008: The Dark Knight
- 2009: 2012
- 2011: Contagion
- 2012–2013: Last Resort (Fernsehserie, 4 Episoden)
- 2013, 2022–2023: The Blacklist (Fernsehserie, 7 Episoden)
- 2013: Arrow (Fernsehserie, 4 Episoden)
- 2013: Final Recipe
- 2013: The Sixth Gun (Fernsehfilm)
- 2014: The Return of the First Avenger (Captain America: The Winter Soldier)
- 2014–2016: Marco Polo (Fernsehserie, 11 Episoden)
- 2016: Independence Day: Wiederkehr (Independence Day: Resurgence)
- 2017: Lethal Weapon (Fernsehserie, Episode 1x10)
- 2017: Ghost in the Shell
- 2018: Skyscraper
- 2021: Mortal Kombat
- 2023: American Born Chinese (Fernsehserie)